# Владимир Штефањик
Владимир Штефањик (слч. Vladimír Štefánik; Варин, 8. јануар 1998) словачки је пливач чија специјалност су спринтерске трке слободним и делфин стилом.

## Спортска каријера
Штефањик је пливањем почео да се бави још као дечак тренирајући у клубу KPS Nereus из Жилине, а прво веће међународно такмичење на ком је наступио је било светско јуниорско првенство у Сингапуру 2015, те Европске игре које су у лето исте године одржане у Бакуу. Током те године оборио је три национална јуниорска рекорда, што му је донело признање за најбољег младог пливача у Словачкој за 2015. годину.
У децембру 2016. наступио је на светском првенству у малим базенима које је одржано у канадском Виндзору, што је било његово прво велико такмичење у сениорској конкуренцији. Месец дана касније одлази на студије у Сједињене Државе, на Универзитет Флориде, где паралелно са студијима анступа за универзитетски пливачки тим.
Штефањик је наступао и на европском првенству у малим базенима у Копенхагену 2017, те на светско сениорском првенству у великим базенима у корејском Квангџуу 2019. године. У Кореји је Штефањик пливао у квалификацијама на 50 делфин (42), 50 слободно (52) и 100 слободно (49. место).